# Yâba
Yâba war die Gemahlin des assyrischen Königs Tukulti-apil-Ešarra III. (biblisch Tiglat-Pileser III., regierte 745 bis 726 v. Chr.). Sie ist bisher nur von ihrer Grabkammer in Nimrud bekannt, die unberaubt aufgefunden wurde und eine reiche Kollektion an Schmuckstücken und andere wertvolle Objekte hervorbrachte.
Ihre Grabkammer befand sich im Palast von Nimrud in einer unterirdischen Kammer. In dieser Kammer stand ein Sarkophag aus Stein, in dem sich wiederum zwei Leichen fanden. Zusammen mit den Leichen fanden sich zahlreiche Schmuckstücke, darunter eine goldene Krone, ein goldenes Diadem, 79 goldene Ohrringe, 6 goldene Halsbänder, 14 Armbänder, 4 Fußbänder und 15 Goldgefäße. Der Name der Königin fand sich auf einer in der Wand der Gruft eingelassenen Tafel, auf der potentielle Plünderer des Grabes verflucht werden. Des Weiteren fand sich ihr Name auf zwei goldenen Schüsseln, die sich auch im Grab fanden. Daneben erscheinen aber auf Objekten im Grab auch die Namen der Königinnen Atalia und der Banitu. Die Identifizierung der beiden im Sarg gefundenen Skelette bereitet daher Schwierigkeiten, doch wahrscheinlich war Yâba die erste hier bestattete Frau, zumal nach der Inschrift das Grab für sie angelegt wurde, während die andere Leiche einer der beiden anderen Königinnen zuzuordnen ist.